# 평양 지하철도
평양 지하철도(平壤 地下鐵道)는 조선민주주의인민공화국 평양시의 도시 철도이다. 총 2개 노선으로 구성되어 있다.

## 개요
소비에트 연방으로부터 기술원조를 받아 건설되어 규격이나 시설 등은 중앙유럽 각지에 건설된 지하철과 유사하며, 지하 대피소를 겸해서 만들어져 있기 때문에 깊이 100~150m 정도에 만들어진 고심도 지하철이다. 1968년에 건설이 시작되었고, 조선민주주의인민공화국 건국 25주년에 맞춰 서울 지하철보다 1년 앞선 1973년 9월에 천리마선이 개통되었다. 1978년 9월에는 혁신선이, 1987년 9월에는 천리마선의 연장 구간인 만경대선이 개통되었다. 건설에서는 조선인민군 8총국이 주력을 맡았다.
노선망의 총 연장은 34 km이며, 역은 17개이다. 한편, 혁신선의 광명역은, 1995년 김일성 주석 사망으로 금수산기념궁전과 연결되면서 폐쇄되었다. 전기 방식은 모든 노선이 제3궤조식 직류 750V(남한 서울 지하철의 직류 1500V의 절반)이고, 궤간은 1435mm이다. 홈의 길이는 80 미터로 되어 있다.

## 운영
차량은 베이징 지하철과 베를린 지하철에서 사용되던 차량을 수입해서 사용하는 것으로 알려져 있다. 운행 간격은 평시에는 수십 분, 통근 시간에는 5분 정도이다. 그러나 근년에는 조선민주주의인민공화국이 겪고 있는 에너지 부족으로 인한 전력 사정의 악화가 지하철 운행에도 영향을 미친다고 여겨지고 있으며, 최근에도 조명이 거의 켜져 있지 않은 어두운 차내의 모습이 찍히고 있다. 거기에다가 평양지하철의 열차 속도가 시속 40 km/h정도로, 대한민국의 서울 지하철은 물론, 모티브인 러시아의 모스크바 지하철 보다 훨씬 느리다. 그러나 평양 지하철은 지하궁전, 지하평양이라고 불릴 정도로 화려하고, 내부는 대리석 돔형으로 축조되어 있으며, 모든 역이 개성을 갖고 있다. 또한 각종 벽화는 물론 모자이크와 노란 불빛의 샹들리에가 설치되어 있다.
엘리베이터가 설치되어 있지 않아 승강장까지는 에스컬레이터를 사용해 내려가며, 이 에스컬레이터는 몹시 길고 천장이 낮아서 터널과 유사한 구조일 뿐만 아니라, 각도가 꽤 가파르고 속력도 빠르다. 평양에는 철도 박물관과 전차 박물관이 있다.

## 노선
- 천리마선(만경대선)
- 혁신선

## 기타
- 평양 지하철도는 조선민주주의인민공화국 정부가 평양에 관광을 온 외국인에게 보여주는 중요한 견학 장소 중 하나이다[2].
- 평양 시내에는 평양 지하철도 건설을 완공시킨 조선인민군의 공적을 찬양하는 기념관이 존재하는데, 이 기념관은 일반 시민에게는 공개하지 않는다[2].
- 2016년 조선민주주의인민공화국 정부가 심각한 차량 노후화 때문에 중국산 신형 전동차를 천리마-만경대선에 투입했다고 전해진다. 신차는 노약자석과 차내 역 안내 모니터 등 기존과 차원이 다른 시설을 설치했다.[3]

## 사진

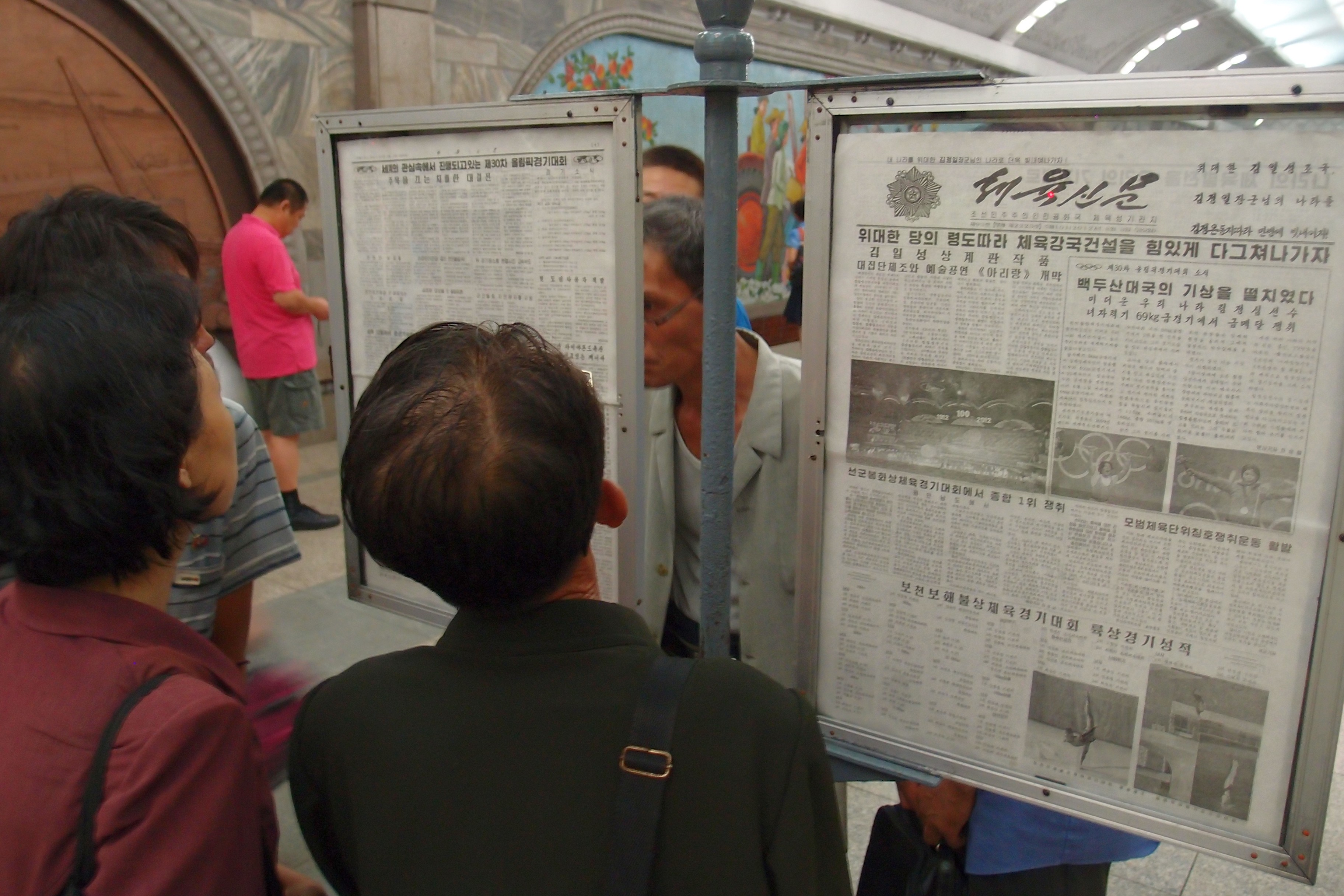
평양 지하철도역 승강장에서 신문을 읽고 있는 승객들

## 같이 보기
- 조선민주주의인민공화국의 철도
- 세계 각국의 도시 철도

## 참고 문헌
- 인천지하철공사(현 인천교통공사) (2007년 11월). “〈두더지 구멍이 지하철의 시초?〉”. 《인천지하철》.